# Maravillas
Maravillas és una pel·lícula espanyola dirigida per Manuel Gutiérrez Aragón el 1981, qui també és autor del guió. Va participar en el 31è Festival Internacional de Cinema de Berlín.

## Argumento
Maravillas és una noia de quinze anys a qui el seu pare, fotògraf sense treball roba diners per als seus petits vicis eròtics. Afortunadament, Maravillas té uns antics padrins, d'origen jueu sefardita, que la visiten i acaronen. Quan era petita al qual més volia era a Salomón, però va ser obligat a no visitar-la més quan els padrins van descobrir que havia sotmès a la nena a una arriscada prova perquè mai de la vida tingués por en la vida. Temps després Maravillas coneix a un noi, Chessman, que treballa amb Salomón en un xou i s'agraden. Ella es veu embolicada en el robatori d'una maragda i l'ajuda en tractar amb uns delinqüents. Porten la joia a un perista. Aquest apareix misteriosament escanyat i la maragda ha desaparegut. El pare de Meravelles és el principal sospitós del crim, a causa de la seva vida licenciosa.

## Repartiment
- Cristina Marcos - Maravillas
- Fernando Fernán Gómez - Fernando
- Enrique San Francisco - Chessman
- Francisco Merino - Salomón Toledo
- León Klimovsky - Santos
- Eduardo MacGregor - Simón
- Gérard Tichy - Benito
- George Rigaud - Tomás
- José Luis Fernández 'Pirri' - Pirri
- Yolanda Medina - Loles
- Miguel Molina - Miqui
- José Manuel Cervino - Juez
- Paco Catalá - Perista

## Premis
Fotogramas de Plata 1981
| Categoria                           | Persona                     | Resultat   |
| ----------------------------------- | --------------------------- | ---------- |
| Millor pel·lícula espanyola         | Millor pel·lícula espanyola | Guanyadora |
| Millor intèrpret de cinema espanyol | Fernando Fernán Gómez       | Candidat   |

Premis Sant Jordi'
| Categoria                   | Resultat   |
| --------------------------- | ---------- |
| Millor pel·lícula espanyola | Guanyadora |

Festival Internacional de Cinema de Chicago
| Categoria                | Resultat   |
| ------------------------ | ---------- |
| Hugo de Plata (2n premi) | Guanyadora |